# Adem Kastrati
Adem Kastrati, sinh năm 1933 tại làng Karachevo ở Dardana, Kosovo, trong một gia đình rộng rãi, giàu lòng yêu nước và yêu giáo dục. Gia đình của anh được biết đến từ cha anh ở bên này, nhưng cũng từ mẹ anh Dajkoc (chú của anh là một nhà bất đồng chính kiến và nhà yêu nước Metush Krasniqi). Họa sĩ và nhà sư phạm mỹ thuật, người sáng tạo văn học, nhà sưu tập, người đánh dấu và nhà xuất bản của ngân khố bình dân, nhà phân tích mối quan hệ Albania-Slavic và châu Âu-thế giới. Ông thuộc thế hệ họa sĩ đầu tiên sau Thế chiến thứ hai. Những khoảng thời gian sóng gió mà anh lớn lên, trưởng thành và hình thành như một họa sĩ, chắc chắn sẽ để lại dấu ấn lớn trong quá trình hoạt động của anh. Tên tuổi của ông chiếm một vị trí xứng đáng trong số các nghệ sĩ tượng hình đã sống và tạo ra các tác phẩm ở Nam Tư. Kastrati là một trong những họa sĩ người Albania ở Bắc Macedonia, đất nước mà ông đã sống và sáng tạo trong hơn bốn mươi năm.